# Кукшари
Кукша́ри (рос. Кукшары, марій. Кукшер) — присілок у складі Кілемарського району Марій Ел, Росія. Входить до складу Кум'їнського сільського поселення.

## Населення
Населення — 47 осіб (2010; 64 у 2002).
Національний склад (станом на 2002 рік):
- марі — 98 %